# Blöff (film, 2000)
A Blöff (eredeti cím: Snatch) Guy Ritchie brit rendező és forgatókönyvíró csavaros történetű, 2000-ben bemutatott gengszterfilmje, amelyben többek között Dennis Farina, Brad Pitt, Benicio del Toro, Vinnie Jones és Jason Statham is szerepel. A történet maga amolyan sötét tévedések vígjátéka.

## Rövid történet
Gátlástalan boksz-meccs szervezők, erőszakos bukmékerek, egy orosz gengszter, hozzá nem értő amatőr rablók és állítólagos zsidó ékszerészek küzdenek egy felbecsülhetetlen értékű lopott gyémánt felkutatásáért.

## Cselekmény
|  | Alább a cselekmény részletei következnek! |

A londoni alvilágban játszódó Blöff története két szálon fut, amelyek csak néha kapcsolódnak össze. Az egész filmet Török, a kisstílű illegális bokszmanager narrációja keretezi, aki nevét annak a lezuhant török repülőgépjáratnak köszönheti, amelynek túlélőiként szülei megismerkedtek. Töröknek a nyerőgépeket tartó, kissé ügyefogyott Tommy a társa, és – mint többször is kijelenti a kezdet kezdetén – nem ért a gyémántokhoz… márpedig a film cselekménye egy 86 karátos gyémánt körül forog.
A film kezdetén az amerikai Avi kuzin megbízásából tevékenykedő, egyébként szerencsejáték-függő Négyujjú Franky három társával együtt elrabolja az ominózus követ számos kisebb gyémánttal együtt Antwerpenből. Utóbbiakon Londonban kíván túladni, hogy utána leszállítsa a nagy követ Amerikába. Az akcióban részt vevő egyik társa orosz, aki fegyverért a hajdani üzbég KGB-ügynökhöz, Penge Boriszhoz irányítja őt, ugyanakkor titokban megbízza Boriszt, hogy valakikkel lopassa el a fiútól a gyémántot, vigyázva, nehogy kiderüljön, hogy ők voltak a dologban. A Golyóállónak is nevezett Borisz két pitiáner feketét, Solt és Vincentet bízza meg a feladattal, akik a lassú felfogású és igen testes Tyrone-nal kiegészülve fel is készülnek az akcióra. Borisz ingyen fegyverért cserébe arra kéri Franky-t, hogy fogadjon helyette egy illegális bokszmeccsen. Ő a hazardírozás lehetőségén kapva oda is megy a fogadóiroda elé, de Tyrone gyenge vezetési képességeinek köszönhetően a kirablására küldött feketék tudtukon kívül bezárják a furgonja hátuljába. A sokáig hiába váró trió végül egy gyanús, aktatáskás ember nyomában betör az irodába, amivel óriási hibát követnek el: nem elég, hogy nem a célpontot követték, még zsákmányolható pénz sincs az irodában, a riasztó megszólalt, ráadásul a zárt ajtótól elcsüggedve még a kamerának is felfedték arcukat. A türelmetlenné váló Tyrone menti ki őket a zárt helyiségből, és ő figyel fel az indulás után az addig elzárt furgonból kikászálódó Frankyre. A feladatot végül sikerül teljesíteni, csak éppen túl sokan szereztek tudomást az akcióról.
Közben Törökék a Georgie baba nevű bokszoló számára szerveznek meccset, de azt váratlanul kiüti egy vézna cigánygyerek (eredetileg „ír utazó”), Mickey, aki korábban egy selejtes lakókocsit sózott rájuk a cigánytáborban. Ez nagy baj, ugyanis a meccs a folyton teázó, ellenfeleit a disznókkal megetető Bunkó Polford érdekeltségébe tartozott. Bár Polford dühös, Török és társa megígéri neki, hogy Mickey beáll Georgie baba helyett, és a maffiózó kérésének megfelelő időben és módon kiütteti magát. Mickey vállalja a meccset, ám a megállapodással ellentétben mindjárt az első ütéssel KO-s győzelmet arat. Törökék még egy esélyt kapnak Bunkótól, aki közben, Mickey-t motiválandó, annak imádott „anutájára” (azaz anyukájára) gyújtatja lakókocsiját. A meccs előtti napon ezért Mickey öntudatlanra issza magát.
Ezalatt kiderül, hogy a Solék által megtámadott fogadóiroda is Bunkóé, aki a feketék keresésére küldi embereit. Az emberrablók időközben felfedezték a gyémántot, és értékét felismerve, alkudozni próbáltak a megjelenő Borisszal. Mivel ennek során elhangzott az üzbég neve, az fejbe lőtte Frankyt. Ezért aztán kénytelen volt levágni Négyujjú kezét a hozzábilincselt aktatáskával együtt, mivel a kódot csak ő tudta. A döbbent trióra hagyja a levágott kezű hullát, és nagylelkűen még kárpótolja is őket 10 000 fonttal, amiért nem szereztek zsákmányt a fogadóirodában. Nemsokára aztán betoppan Bunkó, aki elmeséli nekik, milyen gyorsan is tüntetik el a disznók a hullákat. Darabolásra végül nem kerül sor, mert a rettegő Vincenték felajánlják, hogy két napon belül megszerzik a gyémántot.
Közben Avi kuzin aggódni kezd Frankyért és a gyémántért, ezért az álzsidó Fejhez utazik Londonba „biztonsági szekrényével”, Rózsabimbóval. A Fej ajánlására felbérli Golyófogú Tonyt (aki Penge Boriszhoz hasonlóan golyóálló), hogy keresse meg Franky-t. Ő egy informátortól mindent megtud, ám mielőtt tervezni kezdhetnék a továbbiakat, Borisz maga érkezik hozzájuk, hogy túladjon a gyémánton. Némi, csak véres következményeiből elképzelhető harc árán az üzbéget sikerül ártalmatlanítva a csomagtartóba tenni.
Ezután ismét sorsszerű lépés következik: Török és Tommy közvetlenül Avi, Tony és Rózsabimbó előtt autózik, mögöttük pedig a három néger pisztolymásolatokkal felszerelkezve. Tyrone-ék a „csomagtartóban héderelő” Boriszt követik, Törökék pedig az üzbéghez tartanak, hogy Tommy reklamálhasson tőle kapott, nem működő pisztolya miatt. A kemény fellépésre készülő fiú kidobja az ablakon az „evolúciós szempontból káros” tejet, amit társa kortyolgatott. A tej Aviék autóján toccsan szét, ezért felfutnak egy oszlopra, a Borisz feldarabolására készülő Rózsabimbó pedig magával végez… A volt KGB-s bilincsekben és fejre húzott zsákkal kikászálódik az út közepére, ahol a hangosan dörrenő pisztolymásolatokkal elfoglalt Solék elütik.
Avi és Tony komolyabb baj nélkül száll ki a roncsból, és egy kocsmába veszik be magukat, a feketékkel a nyomukban. Tony rövid úton megfutamodásra készteti őket, amikor leleplezi a másolatokat, de a menekülők a hátsó ajtó felé tartva beleütköznek a gyémántos bőröndöt tartó Aviba. A másik oldalon pedig hamarosan megjelenik Borisz, aki közben hazament, ahol (Tommy-n keresztülgázolva) fegyvert vett magához. Tony a folyosó vékony falán keresztül lelövi Boriszt, akiről bebizonyosodik, hogy nem golyóálló, de egy egész tár elkél, mire végleg elhallgat. Solék viszont a kavarodásban megszerzik a gyémántot, és elmenekülnek. Tony és Avi megtalálja őket, de a cigányoktól egy üzletkötés során „ráadásként” kapott kutya lenyeli a drágakövet, az utána lövöldöző Avi pedig véletlenül a szintén nem golyóállónak bizonyuló Tonyt teszi el láb alól. Ez már sok az amerikainak, aki, ahogy jött, olyan gyorsan haza is tér.
Mickey-be az „anuta” felgyújtását követő lerészegedés után sikerül lelket verni a meccsre. Úgy tűnik, most végre hagyja magát kiütni a negyedik menetben, de váratlanul megint kiüti az ellenfelét. Bunkó tajtékzik a dühtől, és felhívja a cigánytábor kiirtására odarendelt embereit, de a kiszemelt áldozatok időközben már végeztek velük – sőt, még őt is megölik az emberei helyét a mérkőzés alatt elfoglaló romák.
A cigánytábor másnap üres, ami nem csoda a tizenkét elföldelt hullát tekintetbe véve. Török és Tommy itt akad rá a folyton hazaszökő kutyára, aki egy lenyelt gumimalac miatt még csipog is. Ezt megszüntetendő, állatorvoshoz fordulnak, aki a műtét során egy 84 karátos gyémántot is talál. Márpedig lopott kőhöz a Fej kell. Török ugyanis nem ért a gyémántokhoz. Avi pedig ismét repülőre száll London felé…

## Szereplők
| Szerep                       | Színész          | Magyar hang        |
| ---------------------------- | ---------------- | ------------------ |
| Török                        | Jason Statham    | Epres Attila       |
| Tommy                        | Stephen Graham   | Szőke András       |
| Mickey O'Neil                | Brad Pitt        | Kaszás Gergő       |
| Bunkó Polford                | Alan Ford        | Kézdy György       |
| Abraham „Avi kuzin” Denovitz | Dennis Farina    | Tordy Géza         |
| Doug „a Fej” Denovitz        | Mike Reid        | Kristóf Tibor      |
| Négyujjú Franky              | Benicio del Toro | Rajkai Zoltán      |
| Golyófogú Tony               | Vinnie Jones     | Thuróczy Szabolcs  |
| „Penge” Borisz Jurinov       | Rade Šerbedžija  | Végvári Tamás      |
| Vinny                        | Robbie Gee       | Kálid Artúr        |
| Sol                          | Lennie James     | Rába Roland        |
| Tyrone                       | Ade              | Scherer Péter      |
| Georgie baba                 | Adam Fogerty     | Csonka Valter      |
| Rózsabimbó                   | Sam Douglas      | ifj. Jászai László |
| Rosszfiú Lincoln             | Goldie           | Fekete Ernő        |

## Filmzene

### Számok
1. Diamond – Klint
2. Vere Iz da Storn? – Benicio del Toro
3. Supermoves – Overseer
4. Hernando's Hideaway
5. Zee Germans – Jason Statham
6. Golden Brown – The Stranglers
7. Dreadlock Holiday – 10cc
8. Kosha Nostra Theme
9. Avi Arrives – Dennis Farina
10. Cross the Tracks (We Better Go Back) – Maceo & the Macks
11. Disco Science – Mirwais
12. Nemesis – Alan Ford
13. Hot Pants (I'm Coming Coming I'm Coming) – Bobby Byrd
14. Lucky Star – Madonna
15. Come Again – Alan Ford
16. Ghost Town – The Specials
17. Shrinking Balls – Vinnie Jones
18. Sensual Woman – The Herbaliser
19. Angel – Massive Attack
20. RRRRR… Rumble
21. Fuckin' in the Bushes – Oasis
22. Avi's Declaration – Dennis Farina
23. Don't You Just Know It – Huey "Piano" Smith